# Schenkeltransversalensatz

(dunkelgraue Fläche = hellgraue Fläche)

(dunkelgraue Fläche = hellgraue Fläche)

Der Schenkeltransversalensatz ist ein Satz der Elementargeometrie über gleichschenklige Dreiecke. Er beschreibt die Flächengleichheit bestimmter Rechtecke, die durch den Schnitt des gleichschenkligen Dreiecks mit einer bestimmten Transversalen entstehen. Der Satz liefert in einem Spezialfall zudem den Satz des Pythagoras und man kann ihn daher als dessen Verallgemeinerung betrachten. Allerdings lässt der Satz sich auch mit Hilfe des Satzes von Pythagoras beweisen, so dass beide Sätze letztlich gleichwertig bzw. logisch äquivalent sind. Der Satz folgt auch aus dem Satz von Stewart.
Der Schenkeltransversalensatz soll schon in den Elementen des Euklid (um 300 v. Chr.) auftauchen.

## Formulierung des Satzes
Gegeben sei ein gleichschenkliges Dreieck {\displaystyle \triangle ABC} mit der Basis {\displaystyle AB} und der Spitze {\displaystyle C}. Die durch die Basis {\displaystyle AB} verlaufende Gerade sei mit {\displaystyle g} bezeichnet.
Weiter sei gegeben eine Transversale durch die Spitze {\displaystyle C} von {\displaystyle \Delta ABC}, welche {\displaystyle g} in einem Punkt {\displaystyle P} schneidet.
Dann gilt:
{\displaystyle |CP|^{2}=|AC|^{2}+|PA|\cdot |PB|},
falls {\displaystyle P} nicht auf der Strecke {\displaystyle AB} liegt und
{\displaystyle |CP|^{2}=|AC|^{2}-|PA|\cdot |PB|},
falls {\displaystyle P} zwischen {\displaystyle A} und {\displaystyle B} liegt.

## Beweis

Skizze zum Beweis

Skizze zum Beweis

Die Höhe {\displaystyle h} teilt die Grundseite {\displaystyle AB} des gleichschenkligen Dreieckes {\displaystyle \triangle ABC} in zwei gleich große Abschnitte. Zudem liefert sie die rechtwinkligen Dreiecke {\displaystyle \triangle PDC} und {\displaystyle \triangle DBC}, auf die man den Satz des Pythagoras anwendet. Das ergibt zwei Gleichungen, aus denen dann die Aussage des Satzes folgt.
Fall 1: {\displaystyle P} liegt außerhalb von  {\displaystyle AB}
{\displaystyle |CP|^{2}=h^{2}+\left({\tfrac {|AB|}{2}}+|PA|\right)^{2}}
{\displaystyle |CB|^{2}=h^{2}+\left({\tfrac {|AB|}{2}}\right)^{2}}
Löst man die zweite Gleichung nach {\displaystyle h^{2}} auf und setzt den so erhaltenen Wert für  {\displaystyle h^{2}} in der ersten Gleichung ein, so erhält man:
{\displaystyle {\begin{aligned}|CP|^{2}&=|CB|^{2}-\left({\tfrac {|AB|}{2}}\right)^{2}+\left({\tfrac {|AB|}{2}}+|PA|\right)^{2}\\&=|CB|^{2}+|AB|\cdot |PA|+|PA|^{2}\\&=|CB|^{2}+|PA|\cdot |PB|\end{aligned}}}
Fall 2: {\displaystyle P} liegt innerhalb von {\displaystyle AB}
{\displaystyle |CP|^{2}=h^{2}+\left({\tfrac {|AB|}{2}}-|PA|\right)^{2}}
{\displaystyle |CB|^{2}=h^{2}+\left({\tfrac {|AB|}{2}}\right)^{2}}
Löst man die zweite Gleichung nach {\displaystyle h^{2}} auf und setzt den so erhaltenen Wert für  {\displaystyle h^{2}} in der ersten Gleichung ein, so erhält man:
{\displaystyle {\begin{aligned}|CP|^{2}&=|CB|^{2}-\left({\tfrac {|AB|}{2}}\right)^{2}+\left({\tfrac {|AB|}{2}}-|PA|\right)^{2}\\&=|CB|^{2}-|AB|\cdot |PA|+|PA|^{2}\\&=|CB|^{2}-|PA|\cdot |PB|\end{aligned}}}

## Satz des Pythagoras als Spezialfall

(Satz des Pythagoras für)

Betrachtet man den Spezialfall, bei dem {\displaystyle P} in der Mitte der Grundseite {\displaystyle AB} liegt, so ist {\displaystyle CP} mit der Höhe {\displaystyle h} des gleichschenkligen Dreiecks {\displaystyle \triangle ABC} identisch und das Rechteck {\displaystyle \square PBMO} ist ein Quadrat. Damit gilt dann der Satz des Pythagoras für das rechtwinklige Dreieck {\displaystyle \triangle PBC}. Für ein beliebiges rechtwinkliges Dreieck erhält man durch Spiegelung an einer seiner beiden Katheten, immer ein gleichschenkliges Dreieck, in dem der Schenkeltransversalensatz gilt und einem den Satz des Pythagoras liefert.